# Albert Lührs

Albert Lührs (um 1865)

Albert Lührs (* 2. April 1804 in Marschkamp bei Elmlohe; † 22. Oktober 1871 in Peine) war lutherischer Theologe, Pfarrer, Superintendent und Hauptredakteur des Hannoverschen Katechismus von 1862.

## Leben
Albert Lührs wurde als Sohn des Johann Hinrich Lührs und dessen Ehefrau Anna Margarete, geb. Stürken, in Marschkamp bei Elmlohe geboren, wo die Eltern eine Brinksitzerstelle besaßen. Bis zum 16. Lebensjahr wurde Albert von seinem Bruder, dem Lehrer Johann Christoph Lührs, unterrichtet. Im Lateinischen unterrichtete ihn Pastor Nikolaus Holthusen in Oberndorf. Vom Herbst 1819 bis Michaelis 1822 besuchte er das Gymnasium Athenaeum in Stade. Er nahm zunächst in Kuhla eine Stelle als Hauslehrer an. Zum Pfingstfest hielt er seine erste Predigt in der Kirche zu Elmlohe. 
Im September 1823 begann er sein Studium in Göttingen, das er  1827 für eine Hauslehrerstelle in Hoya unterbrach, um sein weiteres Studium finanzieren zu können. Ab Ostern 1827 studierte er in Halle und beendete Ostern 1828 seine Studienzeit. 
Am 17. Januar 1832 schloss der junge Rektor und Pastor interim Albert Lührs in Hoya die Ehe mit Isabella Carolina Philippine Wirth. Aus der Ehe gingen 4 Kinder hervor. 
1833 erhielt er seine erste Pfarrstelle in Scholen bei Sulingen in der Grafschaft Hoya. Zusammen mit dem Pastor in Vilsen gab er ab 1833 den „Kirchenfreund“ heraus, ein Kirchenblatt von Bedeutung für die entstehende Erweckungsbewegung in Norddeutschland. 
1842 wurde Albert Lührs Archidiakon in Clausthal (Harz). Mit dem Pastor im benachbarten Zellerfeld gab er das Christliche Sonntagsblatt heraus. Auch setzte er sich mit verschiedenen Strömungen innerhalb und außerhalb der Landeskirche auseinander. So verfasste er zum Beispiel 1848 eine Entgegnung auf das vom Baptistenprediger Julius Köbner herausgegebene Manifest des freien Urchristenthums. Der Angegriffene antwortete zwei Jahre später mit einer Gegenschrift: Die Gemeinde Christi und die Kirche. Eine Widerlegung der von Herrn Archidiaconus Lührs herausgegebenen Schrift „Die Wiedertäufer“.
1848 wurde  Lührs Superintendent in Holtorf bei Nienburg (Weser). Sein Vortrag 1851 auf der hannoverschen Pfingstkonferenz brachte die Frage nach einer Katechismusreform ins Rollen. 1856 wurden vier Geistliche und zwei Schulmänner mit der Ausarbeitung eines neuen Landeskatechismus beauftragt; Hauptredakteur war Albert Lührs, der 1859 Superintendent in Peine wurde. Die Arbeit am neuen Katechismus wurde 1861 abgeschlossen; seine amtliche Einführung erfolgte am 15. April 1862, dem Konfirmationstag des hannoverschen Kronprinzen Ernst August. 1862 verlieh die Universität Göttingen Albert Lührs die Ehrendoktorwürde. Im Sommer 1862 brach ein Sturm der Entrüstung gegen den neuen Katechismus aus (Hannoverscher Katechismusstreit), hervorgerufen durch die durch den Rationalismus geprägte protestantische Bevölkerung und Pastorenschaft, worauf der König am 19. August 1862 seine Verfügung vom 15. April 1862 zurückzog (siehe Geschichte des bremisch-verdischen Katechismus).
Am 22. Oktober 1871 starb Albert Lührs in Peine.